# 310-es busz
A 310-es busz egy a budapesti agglomerációban közlekedő helyközi körjárat. Csak egy irányban közlekedik: Újpest-Városkapu autóbusz-állomásról indulva, az Újpesti lakótelep, Rákospalota Öregfalu városrésze, a fóti Auchan, Fótújfalu, Fót Kisalag városésze, majd Dunakeszi Alag városrész déli része és végül Dunakeszi óvárosán keresztül érkezik vissza a kiindulási állomására. A járat nagyrészt együtt halad a 311-es busszal. A járat átszeli Fótot, így a 308-as, a 309-es és a 311-es buszokkal együtt jelentős hivatásforgalmat bonyolít le. A járat ellenkezőirányú forgalmát az előbb említett 308-as és 309-es járatok szolgálják ki. A 308-311-es járatcsalád elsődleges célja egyértelműen Dunakeszi és Fót összekötése a fővárossal és egymással, továbbá eljutási lehetőséget biztosít a fóti Cora-hoz. A 310-es busz kiegészítő járata a 311. A legelső néhány hajnali járat még nem Újpestről, hanem Fótról indul. Tanítási napokon a délutáni csúcsidőben 20 percenként közlekedik (ezzel a budapesti északkeleti agglomeráció egyik legsűrűbben közlekedő járata), csúcsidőn kívül és hétvégén általában óránként. A fóti Cora áruházhoz általában óránként egy járat tér be, ekkor a menetideje pár perccel hosszabb. A legutolsó esti járat csak Dunakeszi, Szent Imre tér megállóig közlekedik. A viszonylaton csuklós autóbuszok teljesítenek szolgálatot. A Volánbusz járműflottájába tartozó összes csuklós busztípus előfordul. A járat a BB szakaszhatárig a Budapest Bérlettel igénybe vehető.
2009. június 16-án a váci forgalmi térségben is bevezették a budapesti agglomerációs forgalmi térségben alkalmazott egységes járatszámozásos rendszert. A 310-es járat korábban a 311-es járattal együtt a 2011-es járatba volt integrálva.

## Megállóhelyei
| 0                             | Budapest, Újpest-Városkapu (IV. kerület) induló végállomás   | |
| 1                             | Budapest, Újpest-Központ                                     | 12, 14 25, 30, 30A, 104, 104A, 120, 147, 170, 196, 196A, 204, 220, 230, 270 308, 309, 313, 314, 315, 316, 317, 318, 319, 320, 321                                                         |
| 2                             | Budapest, Árpád Kórház                                       | 25, 104, 104A, 170, 196, 196A, 204, 270 308, 309, 313, 314, 315, 316, 317, 318, 319, 320, 321                                                                                             |
| 3                             | Budapest, Széchenyi tér                                      | 104, 104A, 125, 170, 204, 231, 231B 308, 309, 313, 314, 315, 316, 317, 318, 319, 320, 321                                                                                                 |
| 4                             | Budapest, Juhos utca                                         | 5, 104, 104A, 204, 231, 231B 308, 309, 313, 314, 315, 316, 317, 318, 319, 320, 321 |
| 5                             | Budapest, Szántóföld utca                                    | 124 308, 309, 313, 314, 315, 317, 318, 319, 320, 321 |
| Budapest közigazgatási határa |                                                              | |
| (+1)                          | Fót, Auchan áruház                                           | 308, 309, 318, 319 |
| 6                             | Fót, Auchan-elágazás (Sikátorpuszta)                         | 308, 309, 313, 314, 315, 316, 317, 318, 319, 320 |
| 7                             | Fót, FÓTLIGET                                                | 308, 309, 314, 315, 319, 320 |
| 8                             | Fót, Vízművek                                                | 308, 309, 314, 315, 318, 319, 320 |
| 9                             | Fót, Munkácsy Mihály utca                                    | 308, 309, 313, 314, 315, 316, 318, 319, 320 |
| 10                            | Fót, Gyermekváros (Benzinkút)                                | 308, 309, 313, 314, 315, 316, 317, 318, 319, 320, 324, 325, 326, 371 |
| 11                            | Fót, Kossuth út                                              | 308, 309, 313, 314, 315, 316, 318, 319, 324, 325, 326, 371 |
| 12                            | Fót, Dózsa György út                                         | 308, 309, 313, 314, 315, 316, 318, 319, 326 |
| 13                            | Fót, autóbusz-állomás                                        | 308, 309, 311, 326 |
| 14                            | Fótújfalu, Attila utca                                       | 308, 309, 311 |
| 15                            | Fótújfalu, Csaba utca                                        | 308, 309, 311 |
| 16                            | Fót, Kisalag, sportpálya                                     | 308, 309, 311 |
| 17                            | Fót, Kisalag, Petőfi szobor                                  | 308, 309, 311 |
| 18                            | Fót, Kisalag, Kazinczy utca                                  | 308, 309, 311 |
| 19                            | Dunakeszi, Huszka Jenő utca                                  | 308, 309, 311 |
| 20                            | Dunakeszi, Szent Imre tér                                    | 308, 309, 311 |
| 21                            | Dunakeszi, Kossuth utca                                      | 308, 309, 311, 324, 325, 371 S70 G70 |
| 22                            | Dunakeszi, okmányiroda                                       | 308, 309, 311, 371 |
| 23                            | Dunakeszi, Vízművek bejárati út                              | 300, 301, 302, 303, 308, 309, 311 |
| 24                            | Dunakeszi, Székesdűlő ipartelep                              | 104, 104A 300, 301, 302, 303, 308, 309, 311 |
| Budapest közigazgatási határa |                                                              | |
| 25                            | Budapest, Székesdűlő                                         | 104, 104A 300, 301, 302, 303, 308, 309, 311 |
| 26                            | Budapest, Vízművek                                           | 104, 104A 300, 301, 302, 303, 308, 309, 311 |
| 27                            | Budapest, Bagaria utca                                       | 104, 104A, 204 300, 301, 302, 303, 308, 309, 311, 312 |
| 28                            | Budapest, Ungvári utca                                       | 104, 104A, 204 300, 301, 302, 303, 308, 309, 311, 312 |
| 29                            | Budapest, Fóti út                                            | 96, 104, 104A, 204 300, 301, 302, 303, 305, 306, 308, 309, 311, 312, 872, 880, 882, 883, 884, 889, 890, 893                                                                               |
| 30                            | Budapest, Tungsram                                           | 96, 104, 104A, 204 300, 301, 302, 303, 305, 306, 308, 309, 311, 312, 872, 880, 882, 883, 884, 889, 890, 893                                                                               |
| 31                            | Budapest, Zsilip utca                                        | 104, 104A, 196, 204 300, 301, 302, 303, 305, 306, 308, 309, 311, 312 |
| 32                            | Budapest, Károlyi István utca                                | 104, 104A, 196, 204 300, 301, 302, 303, 305, 306, 308, 309, 311, 312 |
| 33                            | Budapest, Újpest-Városkapu (XIII. kerület) érkező végállomás | 104, 104A, 121, 122E, 196, 196A, 204 300, 302, 303, 305, 308, 309, 312, 313, 314, 315, 316, 318, 319, 320, 321, 872, 880, 882, 883, 884, 889, 890, 893 1010, 1011, 1013, 1014 S72 Z72 S76 |